# Sirah Pulau Kilip
Sirah Pulau Kilip is een bestuurslaag in het regentschap Ogan Ilir van de provincie Zuid-Sumatra, Indonesië. Sirah Pulau Kilip telt 535 inwoners (volkstelling 2010).